# Batalha de Vevi

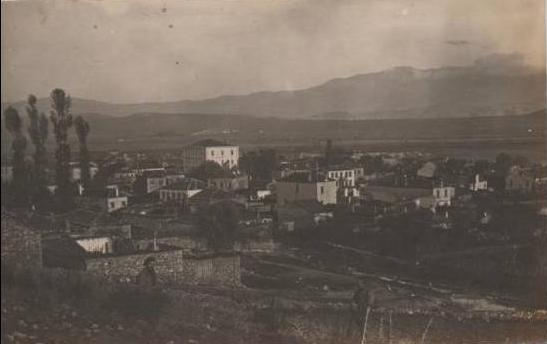
Panorama de Ekshi Su (Xino Nero) por volta de 1916

A batalha de Vevi teve lugar a 2 de Novembro de 1912 durante a Primeira guerra balcânica, entre tropas otomanas e gregas, com vitória das primeiras.